# クラーク経済特別区
クラーク経済特別区（クラークけいざいとくべつく、英語: Clark Special Economic Zone, CSEZ）とは、フィリピンのルソン島パンパンガ州にある経済特別区である。
1991年にアメリカ空軍のクラーク空軍基地が返還された後、1993年に経済特別区と指定され、空港、ホテル、ゴルフ場、カジノ、免税店、国際会議場などがある。
その後、経済特別区は、同じくアメリカ軍から返還された地域であるスービック経済特別区（スービック・ベイ・フリーポート）と同様、2007年に「クラーク・フリーポート・ゾーン（Clark Freeport Zone）」と名付けられた。